# Юйцин
Юйци́н (кит. упр. 余庆, пиньинь Yúqìng) — уезд городского округа Цзуньи провинции Гуйчжоу (КНР).

## История
Уезд был создан во времена империи Мин в 1601 году.
После вхождения этих мест в состав КНР в конце 1949 года был создан Специальный район Чжэньюань (镇远专区), и уезд вошёл в его состав. В апреле 1956 года Специальный район Чжэньюань был расформирован, и уезд перешёл в состав Специального района Цзуньи (遵义专区). В 1958 году уезд Юйцин был присоединён к уезду Мэйтань, но в 1961 году он был воссоздан. В 1970 году Специальный район Цзуньи был переименован в Округ Цзуньи (遵义地区).
Постановлением Госсовета КНР от 10 июня 1997 года округ Цзуньи был преобразован в городской округ.

## Административное деление
Уезд делится на 9 посёлков и 1 национальную волость.